# Мулін (Хейлунцзян)
Мулін (кит. спр. 穆棱市, піньїнь: Mùléng Shì) — місто-повіт в східнокитайській провінції Хейлунцзян, складова міста Муданьцзян.

## Географія
Мулін розташовується у центрі префектури, лежить на висоті близько 260 метрів над рівнем моря у передгір'ях Маньчжуро-Корейських гір.

### Клімат
Місто знаходиться у зоні, котра характеризується вологим континентальним кліматом з теплим літом. Найтепліший місяць — липень із середньою температурою 23,6 °C. Найхолодніший місяць — січень, із середньою температурою -17,9 °С.
| Клімат Муліна           | Клімат Муліна | Клімат Муліна | Клімат Муліна | Клімат Муліна | Клімат Муліна | Клімат Муліна | Клімат Муліна | Клімат Муліна | Клімат Муліна | Клімат Муліна | Клімат Муліна | Клімат Муліна | Клімат Муліна |
| Показник                | Січ.          | Лют.          | Бер.          | Квіт.         | Трав.         | Черв.         | Лип.          | Серп.         | Вер.          | Жовт.         | Лист.         | Груд.         | Рік           |
| Середній максимум, °C   | −10,4         | −5            | 2,7           | 13,5          | 20,5          | 25,3          | 27,1          | 26,4          | 21,1          | 12,9          | 1,2           | −7,9          | 10,6          |
| Середня температура, °C | −17,9         | −12,9         | −3,9          | 6,5           | 13,5          | 18,9          | 23,6          | 20,6          | 13,9          | 5,7           | −5,1          | −14,4         | 4             |
| Середній мінімум, °C    | −24,1         | −20           | −10,3         | −0,2          | 6,7           | 13            | 16,9          | 15,9          | 7,8           | −0,6          | −10,6         | −20           | −2,1          |
| Норма опадів, мм        | 5.5           | 4.3           | 10.2          | 21.9          | 49.3          | 78.8          | 128.7         | 103.2         | 53.7          | 31.2          | 10.6          | 8             | 505.4         |
| Вологість повітря, %    | 68            | 64            | 58            | 54            | 59            | 69            | 77            | 80            | 74            | 64            | 63            | 68            | 66.5          |
| ----------------------- | ------------- | ------------- | ------------- | ------------- | ------------- | ------------- | ------------- | ------------- | ------------- | ------------- | ------------- | ------------- | ------------- |
| Джерело: data.cma.cn    |               |               |               |               |               |               |               |               |               |               |               |               |               |